# Фадеев, Ростислав Андреевич
Ростисла́в Андре́евич Фаде́ев (28 марта [9 апреля] 1824, Екатеринослав — 29 декабря 1882 [10 января 1883], Одесса) — российский военный историк, публицист, генерал-майор (22 августа 1864 года). Противник военных реформ Дмитрия Алексеевича Милютина, сторонник панславизма.  Добровольцем участвовал в Русско-турецкой войне (1876—1878).

## Биография
Родился в старинной дворянской семье. Его отец Андрей Михайлович Фадеев был в 1841—1846 годах саратовским губернатором, затем управляющим государственными имуществами в Закавказском крае. Мать Елена Павловна, урождённая княжна Долгорукая, отличалась редким образованием и даже учёностью, особенно в области естественных наук; она много сделала для исследования флоры Кавказа. Усвоив с юных лет привычку и любовь к чтению, Фадеев не обнаруживал склонности к систематическим учебным занятиям. Живое воображение и порывистый, беспокойный характер помешали ему окончить курс в артиллерийском училище. Племянниками Ростислава Фадеева были известный русский мистик Елена Петровна Блаватская и её двоюродный брат Председатель Совета Министров Российской Империи Сергей Юльевич Витте.
С 1842 года Фадеев служил волонтёром на Кавказе. Приехав в Санкт-Петербург, был выслан «за непозволительную болтовню» в Екатеринослав, где провёл около двух лет в вынужденном бездействии. В конце 1850 года вновь поступил на службу в Кавказскую армию и с тех пор почти без перерыва принимал участие в военных действиях, завершившихся покорением Кавказа. Во время войны с турками в 1853—1855 годах он отличился в боях при Башкадыкларе и Курукдаре, описанных им затем в «Северной пчеле» и «Journal de St.-Pétersbourg». С 1859 года состоял при главнокомандующем на Кавказе князе Александре Ивановиче Барятинском и по его поручению написал обстоятельную официальную историю Кавказской войны, вышедшую в свет в 1860 году под заглавием «Шестьдесят лет кавказской войны». Произвёденный 22 августа 1864 года в генерал-майоры, Фадеев выступил на поприще военного публициста в «Письмах с Кавказа», печатавшихся в «Московских ведомостях». Отрицательно относясь к реформам, предпринятым военным министром Дмитрием Алексеевичем Милютиным, в 1866 году ушёл в отставку.
В течение 1867 году в «Русском вестнике» печатались его статьи о «Вооружённых силах России», вышедшие в 1868 году отдельным изданием и получившие известность не только в России, но и за границей. В этом труде он решительно отстаивал старые основы русского военного строя против бюрократических преобразований, ослабляющих, по его мнению, боевые качества русской армии. Тем же духом проникнуты его газетные и журнальные статьи, соединённые в книгу под заглавием «Наш военный вопрос» (1873).
Оппозиция против военного министерства Александра II связывалась у Фадеева с представлением о великих военно-политических задачах, предстоящих России и несовместимых будто бы с либеральными «канцелярскими» реформами в военном ведомстве.
В 1869 году впервые изложил свою программу решения восточного вопроса в статьях, помещённых в «Биржевых ведомостях» и изданных затем отдельной брошюрой. Корень восточного вопроса заключается для него в исконных усилиях германской расы подчинить и онемечить славянство, — отсюда необходимость объединения разрозненных славянских племён под главенством России и неизбежность энергичной русской политики, направленной главным образом против Австрии.
Мысль о борьбе с коалицией западных держав — Австрии, Пруссии и Англии — нисколько не смущала Фадеева. «Мнение о восточном вопросе» доставило Фадееву большую известность в славянском мире и упрочило за ним в иностранной печати репутацию «панслависта».
В начале 1870-х годов под влиянием подготовлявшегося введения всесословной воинской повинности занялся деятельной агитацией против всей  реформаторской внутренней политики, которая вносит всесословный «разброд» на место прочных, исторически сложившихся бытовых условий и подрывает этим самые основы могущества и благоденствия России. Найдя единомышленника в лице генерала Михаила Григорьевича Черняева из Бендер, оставшемся за штатом после покорения Ташкента, Фадеев принял руководящее участие в его газете «Русский мир», где в 1874 году поместил целый ряд статей под общим заглавием «Чем нам быть?».
В этих статьях, вскоре вышедших отдельной книгой («Русское общество в настоящем и будущем»), ясно выразились существенные недостатки и достоинства писательской индивидуальности Фадеева: чисто военная бойкость стиля, развязный и необыкновенно самоуверенный тон, склонность решать самые трудные и важные вопросы по личным симпатиям и антипатиям, готовность заменять аргументы каламбурами и остротами сомнительного свойства — и в то же время прямодушие и откровенность в практических требованиях и выводах.
Отсутствие систематического образования при большой начитанности и непривычка к логическому мышлению при несомненно оригинальном, хотя и поверхностном уме сказываются особенно резко в этой работе Фадеева. В своей защите «дворянской идеи» автор, с одной стороны, опирается на мнимые исторические основы нашего быта, с другой — на сословные порядки и традиции Англии, процветающей будто бы благодаря господству лордов и джентльменов. Фадеев предлагает правительству воссоздать у нас «связный культурный слой» в виде привилегированного служилого дворянства, открытого лишь для крупных представителей купечества и для исключительных дарований из среды разночинцев. Он основывает весь государственный быт на таком элементе, который надо ещё организовать и укрепить — и этот же нуждающийся в поддержке элемент выдается за единственную общественную силу, способную служить надежной опорой для власти.  Фадеев стоит за сохранение земства и даже за расширение его функций, но только с тем, чтобы оно сделалось всецело дворянским; он не возражает против крестьянского самоуправления, но требует, чтобы над волостями поставлены были попечители, по избранию дворян; он советует далее «отдать уезд, во всех отношениях, в полное заведование местному самоуправлению (дворянскому), обращенному в ответственную инстанцию управления государственного»; предоставить губернским сословным собраниям «свободу сноситься между собою и действовать по отношению к правительству на основании существующих, никогда не отмененных законов империи Екатерины II»; «сокращать постепенно бюрократию до необходимых пределов, по мере передачи земству забот, лежащих теперь на ней, обращая остатки от сокращений на земские потребности»; «явно отграничить гражданские должности властные от приказных и замещать первые преимущественно земскими деятелями» (то есть «цензовыми дворянами») и «определить особые обязательные отношения дворянства к всесословной воинской повинности и к службе в армии». Многие, в том числе и Константин Дмитриевич Кавелин, усмотрели в рассуждениях и проектах Фадеева правительственную программу, усвоенную высшими сферами ещё в бытность министром внутренних дел Петра Александровича Валуева и применявшуюся пока только в частностях, по отдельным поводам и случаям: с этой точки зрения были подробно разобраны статьи Фадеева в анонимной брошюре, вошедшей в собрание сочинений К. Д. Кавелина (т. II, изд. 1898 г., стр. 863—908).

## Балканский полуостров
Внешняя и притом боевая политика оставалась, однако, главным предметом забот Фадеева. Не предвидя осуществления своих планов при помощи русской дипломатии, он увлекся на путь самостоятельных политических приключений и в начале 1875 г. уехал в Египет для преобразования армии хедива на случай войны с Турцией.
Когда в 1876 году возникли замешательства на Балканском полуострове, Фадеев отправился в Сербию, но пробыл там недолго, так как был отозван русским правительством. На место Фадеева предложил свои услуги сербам его единомышленник Михаил Григорьевич Черняев. Фадеев ограничился более скромною деятельностью в Черногории, где оставался до окончания войны.

## «Священная дружина»
В 1881 году напечатал в Лейпциге «Письма о современном состоянии России». После убийства Александра II выступил одним из организаторов тайного аристократического общества «Священная дружина», созданного для противодействия терроризму.
В 1890 году вышло собрание сочинений Фадеева, в 4-х томах; в 1-м томе помещены «Воспоминания» Н. А. Фадеевой и обзор литературной деятельности Фадеева.

## Награды
- Орден Святой Анны 3-й степени с бантом (1853)
- Золотая сабля с надписью «За храбрость» (1854)[3]
- Орден Святого Владимира 4-й степени с бантом (1854)
- Орден Святого Станислава 2-й степени с мечами (1859)
- Орден Святой Анны 2-й степени с мечами (1861)
- Орден Святого Владимира 3-й степени с мечами (1861)

## Сочинения
- Фадеев Р. А. Вооруженные силы России, СПб.: Тип. В. В. Комарова, 1889.
- Фадеев Р. А. Шестьдесят лет Кавказской войны, Тифлис: Военно-походная типография Главного Штаба Кавказской Армии, 1860.
- Фадеев Р. А «60 лѣтъ кавказской войны», 2015, Н. Новгород, «Чёрная сотня», ISBN 978-5-00-028073-7,
- Фадеев Р. А Государственный порядок. Россия и Кавказ Архивная копия от 10 февраля 2018 на Wayback Machine / Сост. Лебедев С. В., Линицкая Т. В. /Предисл. и коммент. Лебедева С. В. / Отв. ред. О. А. Платонов. — М.: Институт русской цивилизации,2010. — 992 с. ISBN 978-5-902725-36-7
- Фадеев Р. А. Мнение о Восточном вопросе
- Фадеев Р. А. Русское общество в настоящем и будущем
- Фадеев Р. А. Записки о Кавказских делах
- Фадеев Р. А. Государственный порядок. Россия и Кавказ. — М., 2010
- Фадеев Р. А. Наш военный вопрос
- Фадеев Р. А. Письма о современном состоянии России
- Фадеев Р. А. Письма с Кавказа к редактору Московских ведомостей. — СПб., 1865
- Фадеев Р. А. Чем нам быть?